# Mount Ward, Västantarktis
Mount Ward är ett berg i Antarktis. Det ligger i Västantarktis. Argentina, Chile och Storbritannien gör anspråk på området. Toppen på Mount Ward är 766 meter över havet.
Terrängen runt Mount Ward är platt åt nordost, men åt sydväst är den kuperad. Trakten är obefolkad. Det finns inga samhällen i närheten.